# Конти (строительная компания)
«Конти» — российская инвестиционно-строительная компания. Приоритетные направления деятельности: девелопмент, строительство, риэлторская деятельность, также владеет предприятиями по производству строительных материалов.

## Ключевые проекты
Примечательный проект компании осуществлён в рамках «Нового кольца» Москвы — одним из первых трёх построенных зданий в 2003 году был высотный жилой комплекс «Эдельвейс» (43 этажа) на Давыдковской улице. Компания также выделяет следующие проекты:
- «Покровское-Глебово» — жилой комплекс в московском районе Покровское-Стрешнево, на берегу Химкинского водохранилища.
- Клубный посёлок «Горки-8» на Рублёво-Успенском шоссе.
- «Покровский Берег» — вторая очередь строительства комплекса «Покровское-Глебово».
- Комплекс «Континенталь» — многофункциональный высотный (50 этажей) жилой комплекс бизнес-класса рядом с Серебряным бором.
- Поселок лэйнхаусов «Ильинка» — проект малоэтажной городской застройки в районе Ильинского шоссе.

## Организации
В компанию входят следующие организации:
- ЗАО «КонтиВысотСтрой» — компания, осуществляющая строительно-монтажные работы на объектах строительства.
- ООО «Конти-Град» — жилищно-эксплуатационная контора.
- ООО «Высотпроект» — разработка архитектурных концепций, комплексное проектирование.
- ООО «Клевер сервис» — управление инженерной инфраструктурой и технической эксплуатацией объектов недвижимости.
- ООО «Новокерамик», ООО «Керамика» — предприятия по производству строительных материалов: крупноформатных кермических блоков, плитки, кровельной черепицы различных видов кирпича.
- ОАО «Завод полупроводникового кремния» — промышленное производство моно- и мультикристаллического кремния.

## История
Компания «Конти» основана в 1992 году Тимуром Тимербулатовым.

## Собственники и руководство
Основной владелец компании и председатель совета директоров — Тимур Рафкатович Тимербулатов.

## Деятельность
В рамках программы реконструкции ветхого жилья Москвы компанией осуществлён проект комплексной реконструкции нескольких жилых кварталов общей площадью 152 га в Западном административном округе. «Конти» выступала одним из инициаторов проекта «Новое кольцо Москвы». В 2001—2005 годы компания принимала активное участие в целевой программе жилищного строительства в Центральном федеральном округе. По состоянию на 2011 год реализует строительные проекты в Москве, Московской области, Санкт-Петербурге, Тульской области, Красноярском крае.

### Спонсорская деятельность
На протяжении нескольких лет холдинг выступал спонсором баскетбольного клуба «Динамо» и хоккейного клуба «Крылья Советов». В 2004 году «Конти» стала первым генеральным спонсором футбольного клуба ЦСКА.